# Żurawinka (Białoruś)
Żurawinka (biał. Журавінка; ros. Журавинка, Żurawinka; hist. pol. Syrowotki, Syrowatka, Syrowitki; biał. Сыроваткі, Syrowatki) – wieś na Białorusi, w obwodzie mińskim, w rejonie dzierżyńskim, w sielsowiecie Borowa.

## Historia
W XIX i w początkach XX w. Syrowotki położone były w Rosji, w guberni mińskiej, w powiecie mińskim. 
Po I wojnie światowej pod administracją polską, w Zarządzie Cywilnym Ziem Wschodnich, w okręgu mińskim, w powiecie mińskim.
W wyniku postanowień traktatu ryskiego znalazły się w granicach Związku Sowieckiego. W okresie międzywojennym położone były w pobliżu granicy z Polską. W latach 1932–1937 w Polskim Rejonie Narodowym im. Feliksa Dzierżyńskiego. Od 1991 w niepodległej Białorusi.